# Ligne de Motteville à Saint-Valery-en-Caux
La ligne de Motteville à Saint-Valery-en-Caux, fermée au trafic voyageurs, est une ligne de chemin de fer française à écartement standard et à voie unique non électrifiée du département de la Seine-Maritime.
Elle constitue la ligne 358 000 du réseau ferré national.

## Histoire

### Chronologie
- 31 décembre 1875 : concession à la Compagnie de l'Ouest[2]
- 11 juin 1880 : mise en service de Motteville à Saint-Valery-en-Caux par la Compagnie de l'Ouest[2]
- 24 septembre 1994 : fermeture aux voyageurs[2]
- 14 décembre 2006 : fermeture à tout trafic du PK 200,000 au PK 201,192, section située à Saint-Valery-en-Caux[3]

### Origine de la ligne
Dès le début des années 1860, les services du département s'intéressent à un « chemin de fer d'Yvetot à Saint-Valery ». En 1863, le service vicinal étudie deux tracés pour relier Saint-Valery à la ligne de Paris au Havre en passant par la vallée de la Durdent. Le premier tracé, d'une longueur de 32 kilomètres, suit les plateaux, passe par Doudeville et s'embranche sur la grande ligne à Motteville ; le second tracé, long de 41,4 kilomètres, descend par la gorge de Touffrainville pour rejoindre Cany, poursuit par la gorge de Hautot-en-Valois et s'embranche sur la grande ligne à 1 857 mètres d'Yvetot. En 1870, un troisième projet de tracé est présenté par M. Lowe, directeur et ingénieur en chef de la Compagnie des chemins de fer des Charentes.
La Compagnie des chemins de fer de l'Ouest devient concessionnaire de la ligne de Motteville à Saint-Valery-en-Caux par la loi du 31 décembre 1875, qui déclare également d'utilité publique cette ligne. La concession comprend également un court embranchement près de la gare de Saint-Vaast - Bosville à Cany.

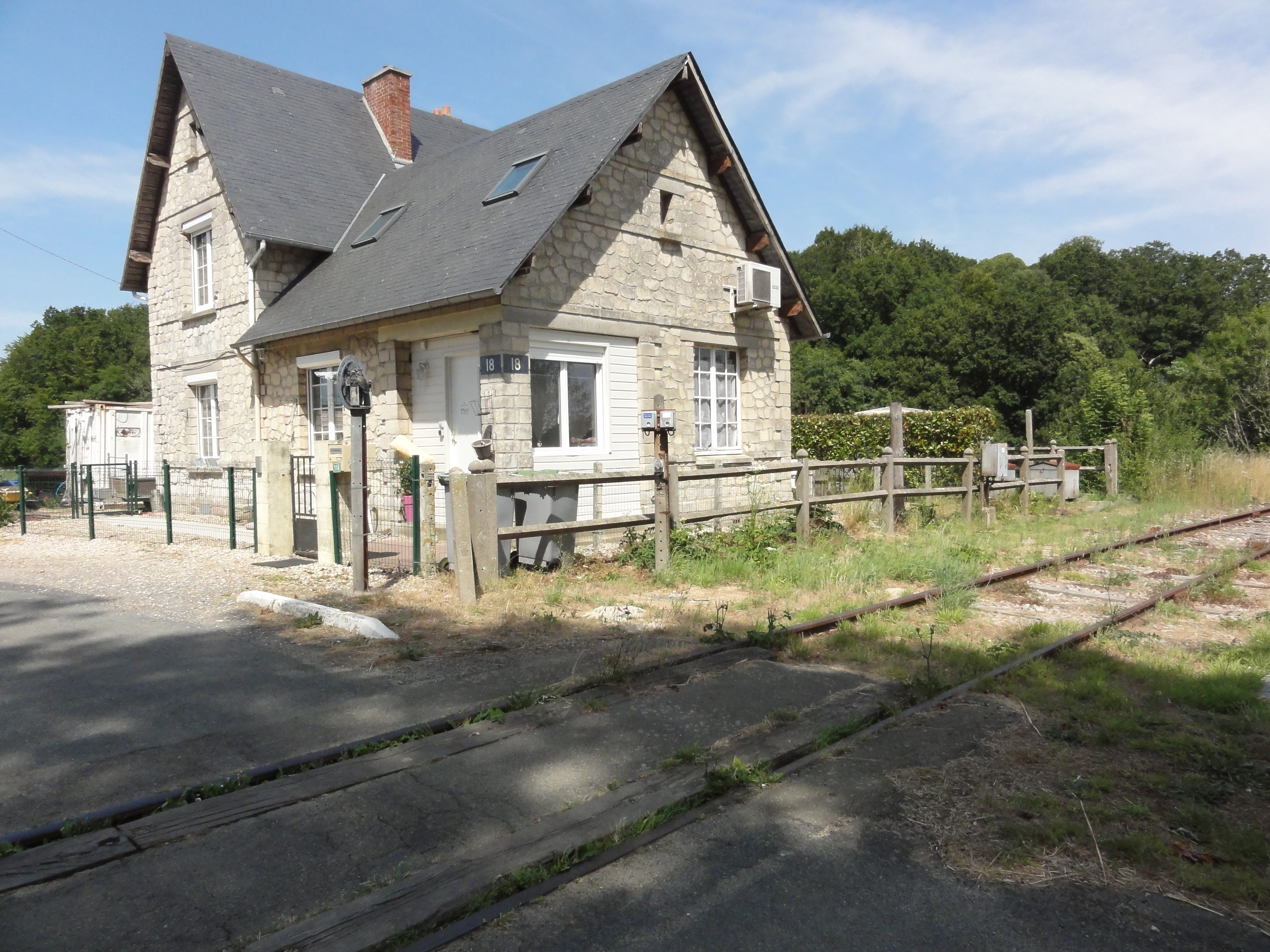
L'ancienne ligne à Saint-Vaast-Dieppedalle.
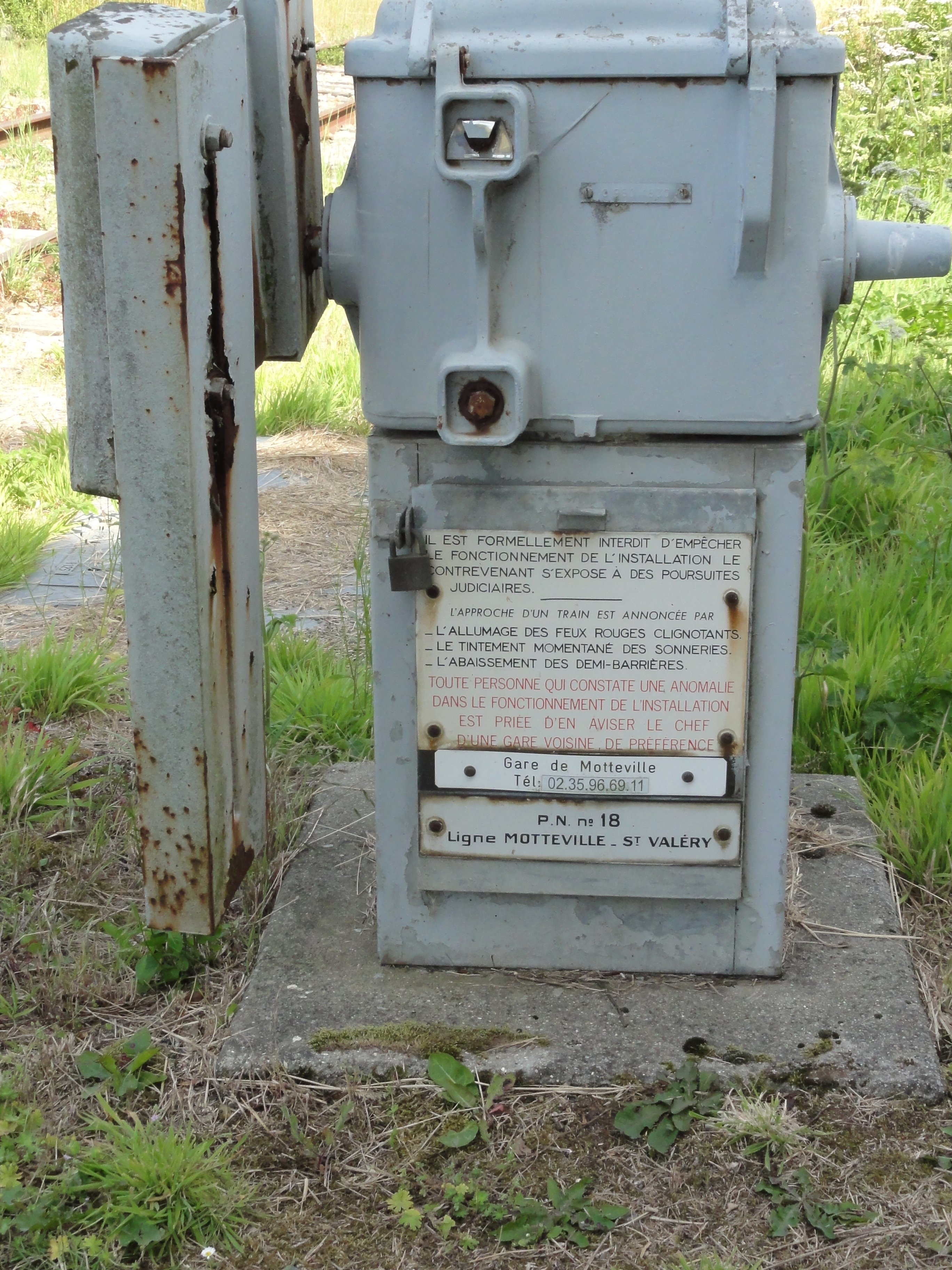
appareil de fonctionnement pour la barrière du chemin de fer à Saint-Vaast-Dieppedalle.
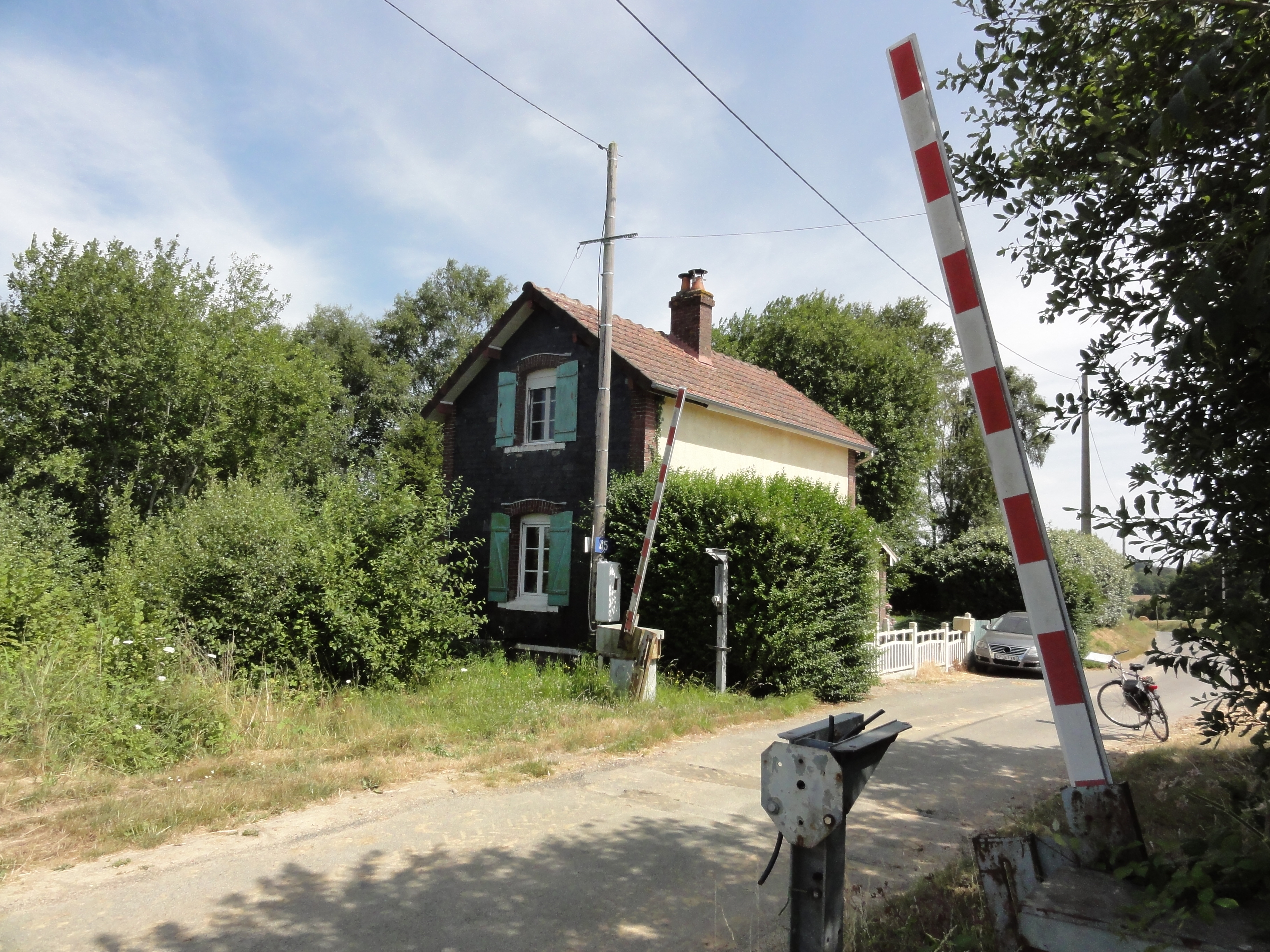
Embranchement à Saint-Vaast-Dieppedalle.

### Ouverture et fermeture
La ligne principale de Motteville à Saint-Valery-en-Caux et son embranchement de Saint-Vaast - Bosville à Cany sont ouverts à l'exploitation, par la Compagnie de l'Ouest, le 11 juin 1880. Elle devient une gare de l'Administration des chemins de fer de l'État le 1er juillet 1909.
La ligne est fermée au trafic des voyageurs le 24 septembre 1994 afin de permettre la desserte de la base travaux, à Grémonville, de l'autoroute A29 (en construction entre Yvetot et Le Havre), par des trains de granulats venant des carrières de l'Orne.

### Accident du 17 janvier 1945
En janvier 1945, l'état-major de l'armée américaine en France décide d'envoyer au camp « Lucky-Strike » destiné au repos des unités combattantes, à Janville sur la commune de Paluel, un contingent de soldats et d'officiers débarqués au Havre, pour aller sur le front des Ardennes, après avoir été les rescapés du naufrage de leur Liberty ship coulé par un sous-marin allemand dans l'Atlantique. Le soir du 16 janvier, environ 2000 militaires embarquent dans un train formé de 40 wagons de marchandises tractés par une locomotive venue récemment d'Angleterre. Le mauvais état du matériel roulant limite la vitesse à 20 km/h, le train bifurque à Motteville et sur la ligne pour Saint-Valery. Après avoir franchi la gare de Saint-Vaast - Bosville et le point culminant de la ligne le train s'engage dans la longue rampe descendante et à forte pente qui mène à la gare terminus. Peu après les freins ne répondent plus et le renversement de vapeur ayant échoué, le chauffeur envoie des appels de détresse pendant que le train accélère en brulant les arrêts d’Ocqueville et de Néville. Sa vitesse est estimée à 80 km/h lorsqu’il arrive sur le buttoir contre le bâtiment voyageurs de la gare de Saint-Valery-en-Caux. La locomotive s’arrête après avoir traversé le bâtiment, une dizaine de wagons s'écrasent sur la gare alors qu'un autre groupe de huit wagons s'encastrent les uns dans les autres un peu en amont, le reste du train stoppe sans trop de dégâts.
Les militaires américains des camps voisins viennent rapidement, en renfort des premiers sauveteurs, pour dégager les morts et les blessés des décombres. 100 corps sont sortis sans vie des amas de tôles, de bois et des ruines du bâtiment ainsi que de nombreux blessés, qu'il faut souvent amputer, qui sont envoyés vers les hôpitaux militaires. Le bilan est de 100 morts américains et de nombreux blessés graves dont ceux qui étaient assis avec les jambes pendantes qui ont été écrasées par les portes coulissantes. Le chauffeur et le mécanicien français n'ont été que légèrement blessés. Une plaque commémorative est inaugurée le 11 septembre 1994, sur le nouveau bâtiment construit au début des années 1950, en présence du général écossais Sir Derek Lang (en) et des autorités locales.

### Déclassement partiel
Le décret du 9 décembre 2002 retranche du réseau ferré national la section comprise entre les PK 200,000 et 201,192, ce retranchement est annulé par la décision du Conseil d'État, du 28 juillet 2004. Néanmoins le conseil municipal de Saint-Valery-en-Caux, dans sa séance du 26 septembre 2005, émet un avis favorable à ce retranchement et le Conseil d’administration de Réseau ferré de France prend une nouvelle décision de fermeture à tout trafic de la section du PK 200,000 au PK 201,192. Celle-ci est l'objet d'un recours de la Fédération nationale des associations d'usagers des transports (FNAUT) auprès du Tribunal administratif de Rouen qui rejette sa demande par le jugement du 17 avril 2009. Ce rejet est confirmé par la Cour administrative d'appel de Douai le 22 avril 2010.

## Caractéristiques

### Tracé

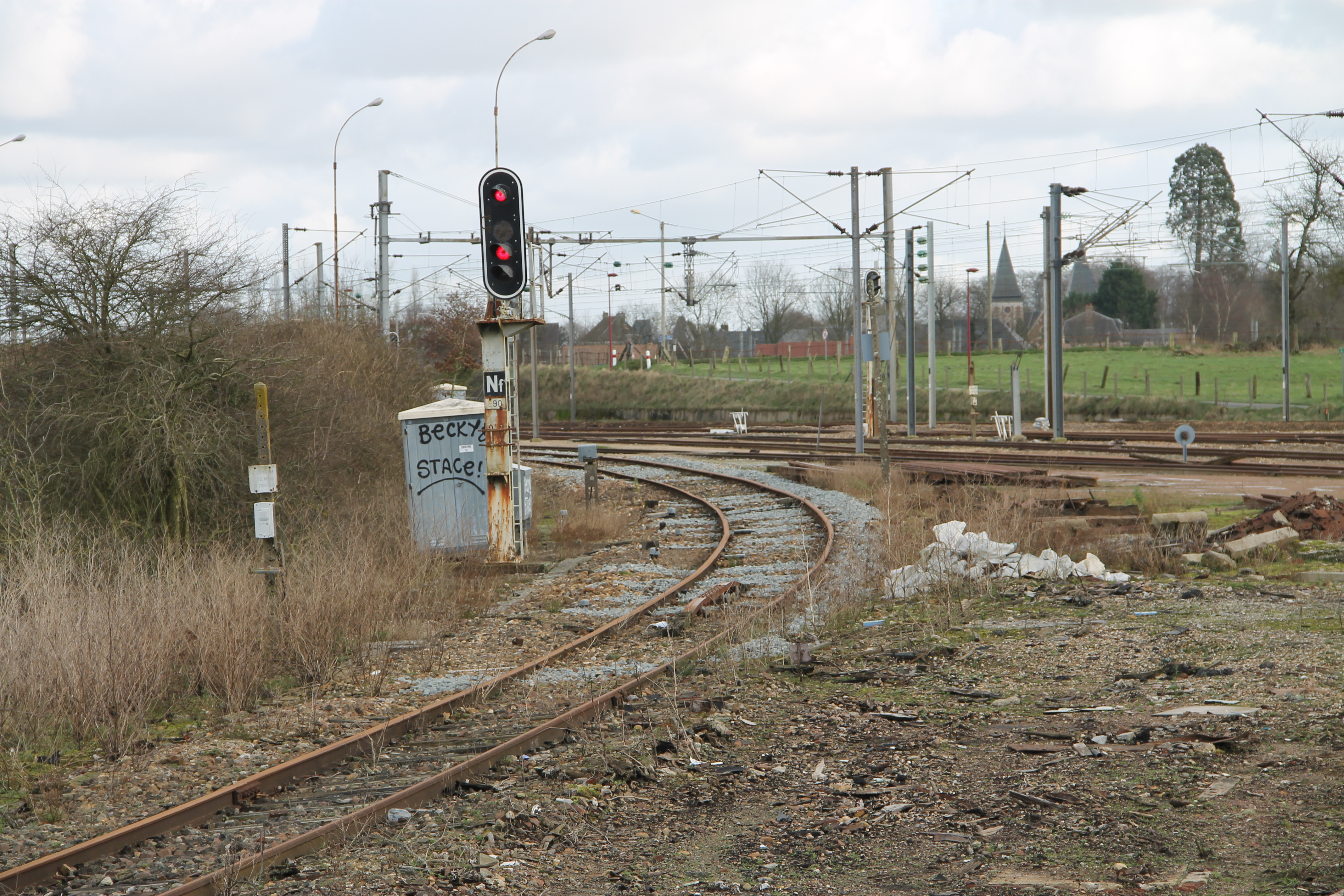
Arrivée de la ligne en gare de Motteville

Serpentant entre les vallonnements du plateau cauchois pour finalement descendre au niveau de la mer, la ligne a un parcours sinueux et difficile jalonné de pentes importantes.
Partant de la gare de Motteville, elle la quitte par l'ouest, laissant sur sa gauche un ensemble de voies de garage électrifiées pour amorcer une courbe en direction du nord. Elle longe alors un embranchement particulier désaffecté après son utilisation pour l'approvisionnement en matériaux de construction destinés à l'autoroute A29, avant de passer au-dessus de celle-ci. Elle traverse ensuite la halte de Grémonville, au passage à niveau avec la route d'Yvetot. Toujours en direction du nord, la ligne poursuit son parcours légèrement sinueux jusqu'au hameau de La Vatine, qu'elle laisse sur la droite avant de contourner le bourg d'Yvecrique et prendre la direction du nord-nord-ouest. Avec un tracé toujours sinueux et en descente, elle arrive en gare de Doudeville. Peu après, la pente devient montante et la ligne contourne par le nord le bourg de Saint-Vaast-Dieppedalle en s'orientant dans la direction de l'ouest, puis par une grande courbe sur la droite retrouve la direction du nord et rejoint la gare de bifurcation de Saint-Vaast - Bosville peu avant d'atteindre le point haut de la ligne. Le tracé est maintenant en forte descente sur un axe sud-nord ; il passe à l'arrêt d'Ocqueville, puis à la halte de Néville et rejoint la gare de Saint-Valery-en-Caux à proximité du bassin du port.

### Ouvrages d'art
Il n'y a pas d'ouvrages d'art significatifs, mis à part le pont sur l'autoroute édifié lors de la construction de la voie routière au début des années 1990.

### Gares
Outre la gare d'origine de Motteville sur la ligne de Paris-Saint-Lazare au Havre, qui disposait d'un dépôt de locomotives du temps de la vapeur, la ligne disposait de trois gares, la principale étant le terminus de Saint-Valery-en-Caux, et deux gares intermédiaires, celles de  Doudeville et Saint-Vaast - Bosville qui était une gare de bifurcation. Toutes disposaient dès l'origine d'un bâtiment voyageurs construit en briques. Les gares intermédiaires ont un bâtiment type à trois ouvertures et un étage sous une toiture à deux pentes, les façades sont crépies avec un encadrement en briques apparentes, elles disposaient de plusieurs voies et d'une halle à marchandises. 

La ligne disposait également d'une halte à Néville et de deux arrêts, aux passages à niveau, Grémonville et Ocqueville.

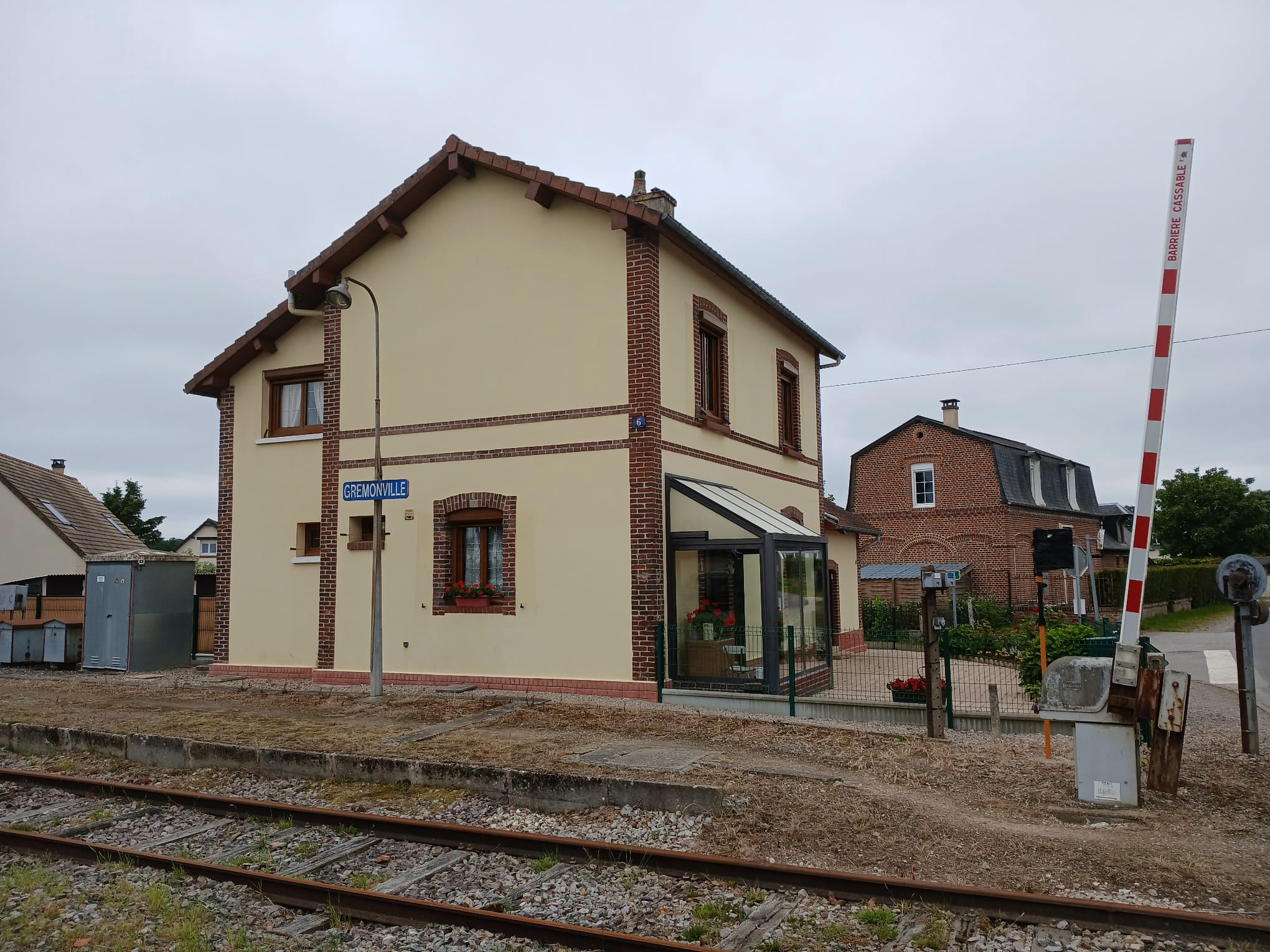
Ancienne gare de Grémonville.
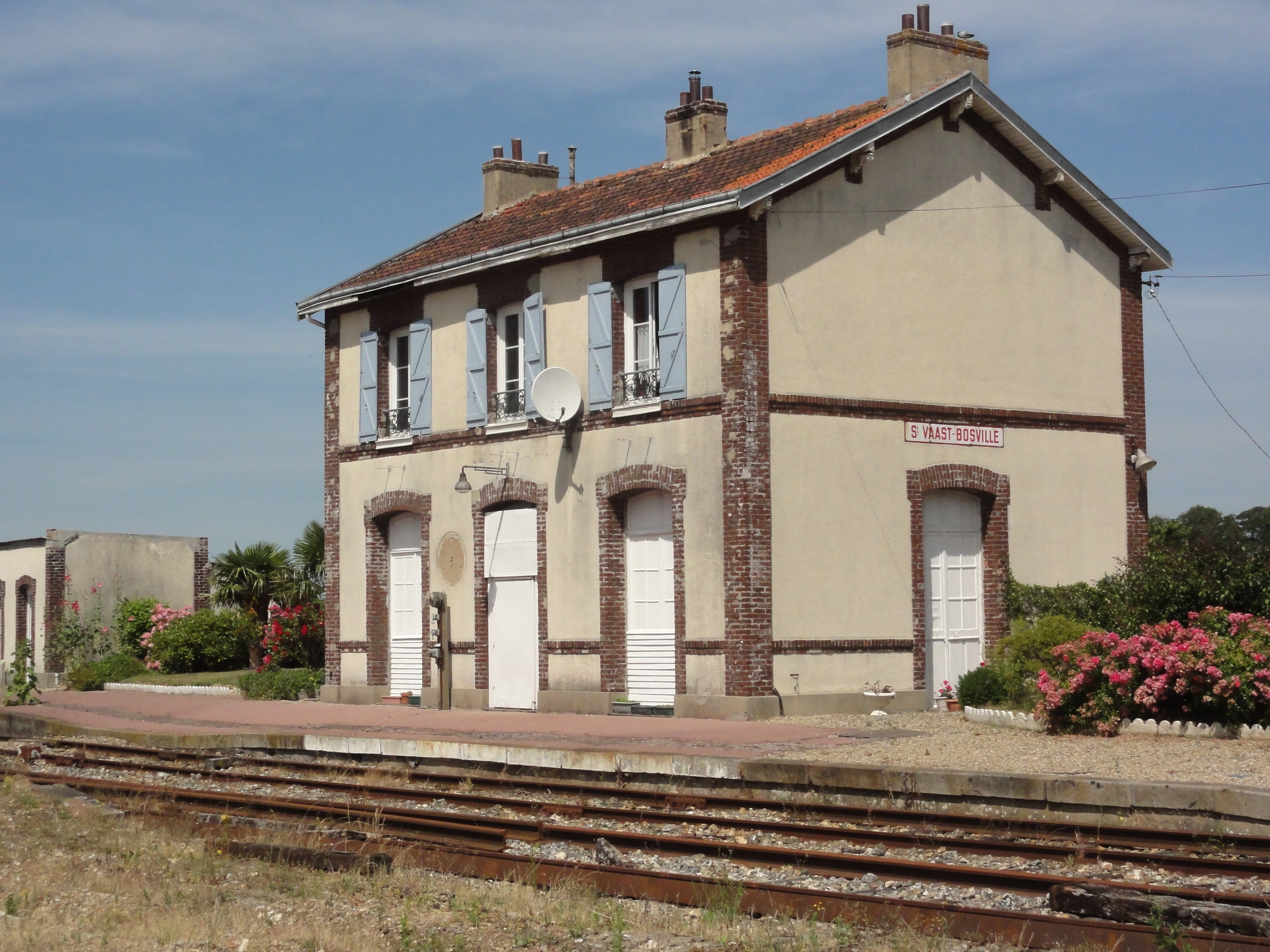
Ancienne gare de Saint-Vaast -Bosville

## Exploitation

### Trafic voyageurs

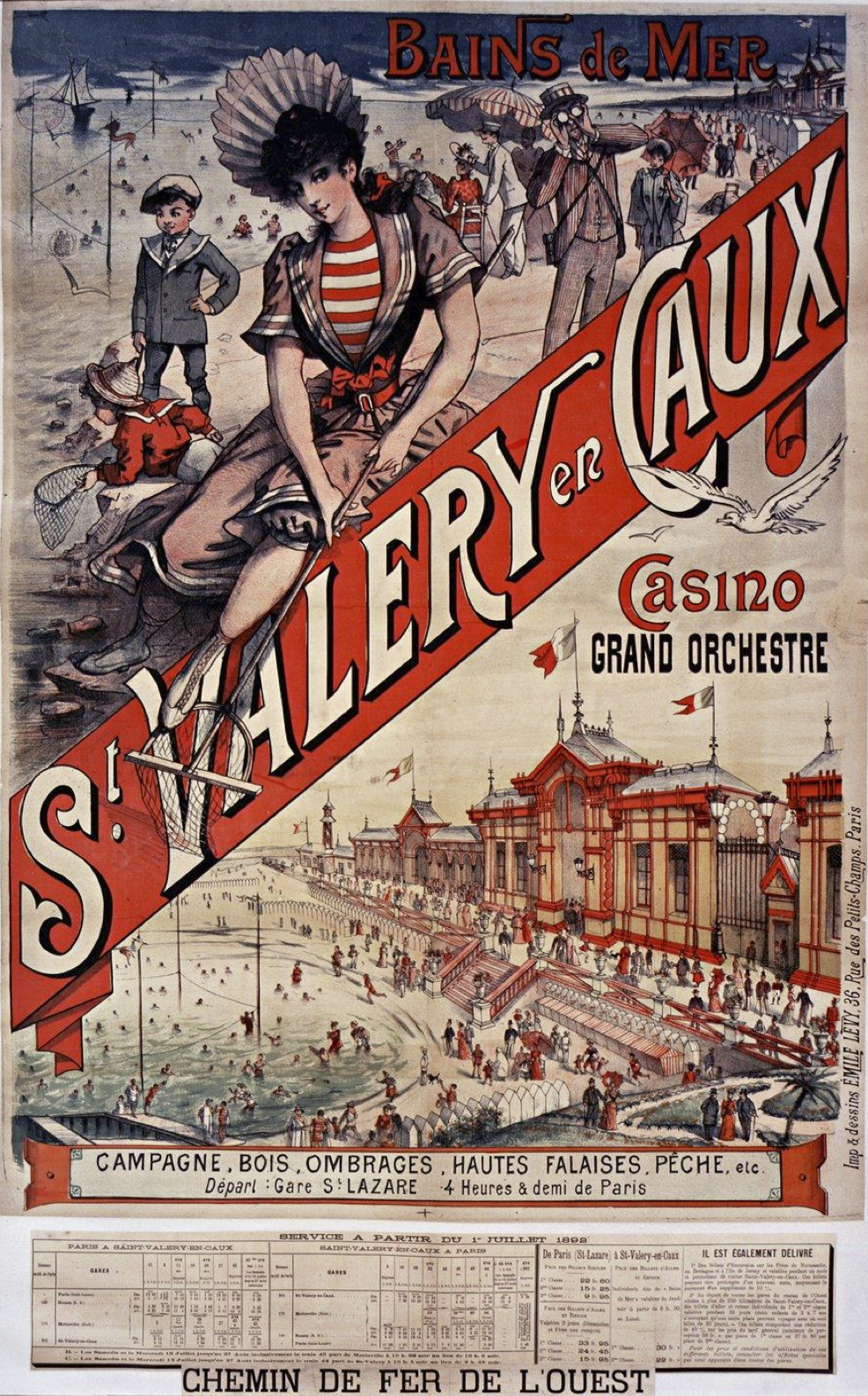
Affiche de 1892.

Jusqu'à la Première Guerre mondiale il circule cinq à six trains quotidiens entre Motteville et Saint-Valery-en-Caux. Certains ont des voitures directes depuis ou pour Paris, notamment pendant la saison des bains de mer. Ils sont tractés par des locomotives à vapeur, 020, 220 ou 030, du dépôt de Motteville. Le matériel roulant peut être ancien, comme la no T 406 « Maromme » qui est une Buddicom, sortie en 1847 aux ateliers de Sotteville pour la Compagnie du chemin de fer de Rouen au Havre, reconstruite avec une nouvelle chaudière (le T de son numéro l'indique), ou plus récent comme la 030 T 3512, construite en 1888, qui deviendra la 030-174 de l'Administration des chemins de fer de l'État et ensuite la 030 TB 174 de la SNCF. 
Les fortes rampes de la ligne nécessitent leurs remplacement par des 230 et des 140 qui sont plus adaptées à cette situation difficile. Dans les années 1920, la desserte de la ligne est assurée par cinq trains quotidiens qui le plus souvent prennent leur service en gare de Motteville, mais qui peuvent aussi être formés en gare de Rouen-Rive-Droite. On peut également pendant la saison trouver dans ces trains des wagons venant en direct de Paris.
En 1940, le service est transféré sur la route, mais l'année suivante le manque de matériel roulant routier, pour raison de guerre, nécessite la réouverture de la desserte ferroviaire avec un train mixte (voyageurs et marchandises) quotidien. Après la fin du conflit la SNCF réorganise la desserte voyageurs avec, à partir de 1946, quotidiennement quatre navettes omnibus entre Motteville à Saint-Valery, sauf les dimanches et fêtes où deux des navettes débutent en gare de Rouen-Rive-Droite, et on note le remplacement des locomotives à vapeur par des autorails Renault type ABJ. Pendant les années qui suivent l'organisation de la desserte ne bouge pas, la seule différence notable est l'arrivée de nouveaux autorails de type unifié : X 2400, X 3800, X 4750 et X 4900.
Le 24 septembre 1994, la SNCF ferme le service ferroviaire des voyageurs qu'elle remplace par un service de cars routiers.